# Calamus trispermus
Calamus trispermus är en enhjärtbladig växtart som beskrevs av Odoardo Beccari. Calamus trispermus ingår i släktet Calamus och familjen Arecaceae. Inga underarter finns listade i Catalogue of Life.